# Жуве, Мишель Марсель
Мишель Марсель Жуве (фр. Michel Valentin Marcel Jouvet; 16 ноября 1925, Лон-ле-Сонье, Юра Франция — 3 октября 2017, Вийёрбан, Лионская метрополия, Овернь — Рона — Альпы, Франция) — французский физиолог.

## Биография
Родился 16 ноября 1925 года в Лон-ле-Сонье. В 1951 году поступил в Лионский университет, который окончил в 1955 году и дальнейшая его работа была связана с этим университетом. С 1955 по 1958 год стажировался в США и специализировался по физиологии мозга сначала в Лонг Бич, затем в Лос-Анджелесе и в 1958 году в Лионе в Национальном центре французских исследований.
Основные научные работы посвящены физиологии ЦНС. Изучал особенности ЭЭГ в состоянии сна и бодрствования и выяснял генезис некоторых её ритмов.
Скончался 3 октября 2017 года в Вийёрбане.